# Bruno Silić
Bruno Silić, född 1 december 1958 i Split, död 18 januari 2004 i Zagreb, var en kroatisk vattenpolotränare. Han var chefstränare för Kroatiens herrlandslag i vattenpolo 1993–1998. Kroatien tog OS-silver i vattenpoloturneringen vid olympiska sommarspelen 1996.
Silić hann under sin karriär träna fyra klubblag: Jadran Split, Triglav Kranj, Glyfada och Mladost Zagreb.